# СОИП — Европски извиђачки регион
Европски извиђачки регион је један од шест региона Светске организације извиђачког покрета (СОИП). Чини га 40 националних извиђачких организација. По подацима СОИП-а из 2005. године у Евроипском извиђачком региону има око 1.400.000 Извиђача. 
У Европски извиђачки регион улазе како земље Европске уније, тако и оне државе које то нису. Такође постоје острва у Атлантском океану која такође улазе у састав Европског извиђачког региона.
Главни центар за европске извиђаче је Европска извиђачка канцеларија, са седиштем у Женеви (Швајцарска) која има две регионалне канцеларије, од којих је једна у Бриселу (Белгија), а друга у Београду (Србија). Улога Европске извиђачке канцеларије у Београду је помагање у ширењу програма СОИП-а у земљама југоисточне Европе.

## Државе чланице
У табели испод налази се списак држава које улазе у састав Европског извиђачког региона. У табели се налазе подаци о броју чланова националних организација, години оснивања извиђачких покрета у датим земљама, као и година њиховог учлањења у Светску организацију извиђачког покрета.
| Р. Б. | Земља                | Број чланова | Година оснивања извиђачког покрета | Година учлањења у СОИП |
| 1     | Албанија             | 1,000        | -                                  | 2005 |
| 2     | Аустрија             | 10,768       | 1912                               | 1922 |
| 3     | Белгија              | 88,307       | 1911                               | 1922 |
| 4     | Босна и Херцеговина  | 1,901        | -                                  | 1999 |
| 5     | Бугарска             | 2,711        | 1911-13                            | 1999 |
| 6     | Уједињено Краљевство | 444,271      | 1907                               | 1922 |
| 7     | Грчка                | 17,658       | 1910                               | 1922 |
| 8     | Данска               | 44,591       | 1909                               | 1922 |
| 9     | Естонија             | 1,209        | 1912                               | 1996 |
| 10    | Исланд               | 1,526        | 1912                               | 1924 |
| 11    | Ирска                | 36,185       | 1908                               | 1949 |
| 12    | Израел               | 21,920       | 1920                               | 1951 |
| 13    | Италија              | 100,689      | 1912                               | 1922 |
| 14    | Кипар                | 4,478        | 1913                               | 1961 |
| 15    | Литванија            | 2,107        | 1918                               | 1924-1940 и од 1997 |
| 16    | Луксембург           | 5,092        | 1914                               | 1922 |
| 17    | Лихтенштајн          | 689          | 1931                               | 1933 |
| 18    | Летонија             | -            | -                                  | - |
| 19    | Македонија           | 1,988        | 1921                               | 1997 |
| 20    | Малта                | 2,531        | 1908                               | 1966 |
| 21    | Монако               | 61           | -                                  | 1990 |
| 22    | Мађарска             | 6,236        | 1912                               | 1990 |
| 23    | Норвешка             | 18,818       | 1911                               | 1922 |
| 24    | Немачка              | 123,686      | 1910                               | 1950 |
| 25    | Пољска               | 61,394       | 1919                               | 1922-1950 и од 1997 |
| 26    | Португал             | 73,181       | 1913                               | 1922 |
| 27    | Румунија             | 4,930        | 1914                               | 1993 |
| 28    | Србија               | 5,899        | 1911                               | 1922 до 1940 (Краљевина Југославија) и од 1995 (Савезна Република Југославија)- Република Србија је правни наследник свих претходних Југословенских држава |
| 29    | Сан Марино           | 173          | 1973                               | 1990 |
| 30    | Словачка             | 4,268        | 1913                               | 1997 |
| 31    | Словенија            | 4,524        | 1915                               | 1994 |
| 32    | Турска               | 13,964       | 1923                               | 1950 |
| 33    | Финска               | 31,735       | 1910                               | 1922 |
| 34    | Француска            | 63,383       | 1910                               | 1922 |
| 35    | Хрватска             | 4,825        | 1915                               | 1993 |
| 36    | Холандија            | 59,500       | 1910                               | 1922 |
| 37    | Чешка                | 23,088       | 1911                               | 1996 |
| 38    | Шпанија              | 65,088       | 1912                               | 1922 |
| 39    | Шведска              | 59,035       | 1911                               | 1922 |
| 40    | Швајцарска           | 25,946       | 1912                               | 1922 |

- Нема података

## Унутрашње везе
- Евроазијски извиђачки регион
- Афрички извиђачки регион
- Арапски извиђачки регион
- Интерамерички извиђачки регион
- Азијскопацифички извиђачки регион
- Светска организација извиђачког покрета
- Савез извиђача Србије